# St. Thomas (Neuhof an der Zenn)

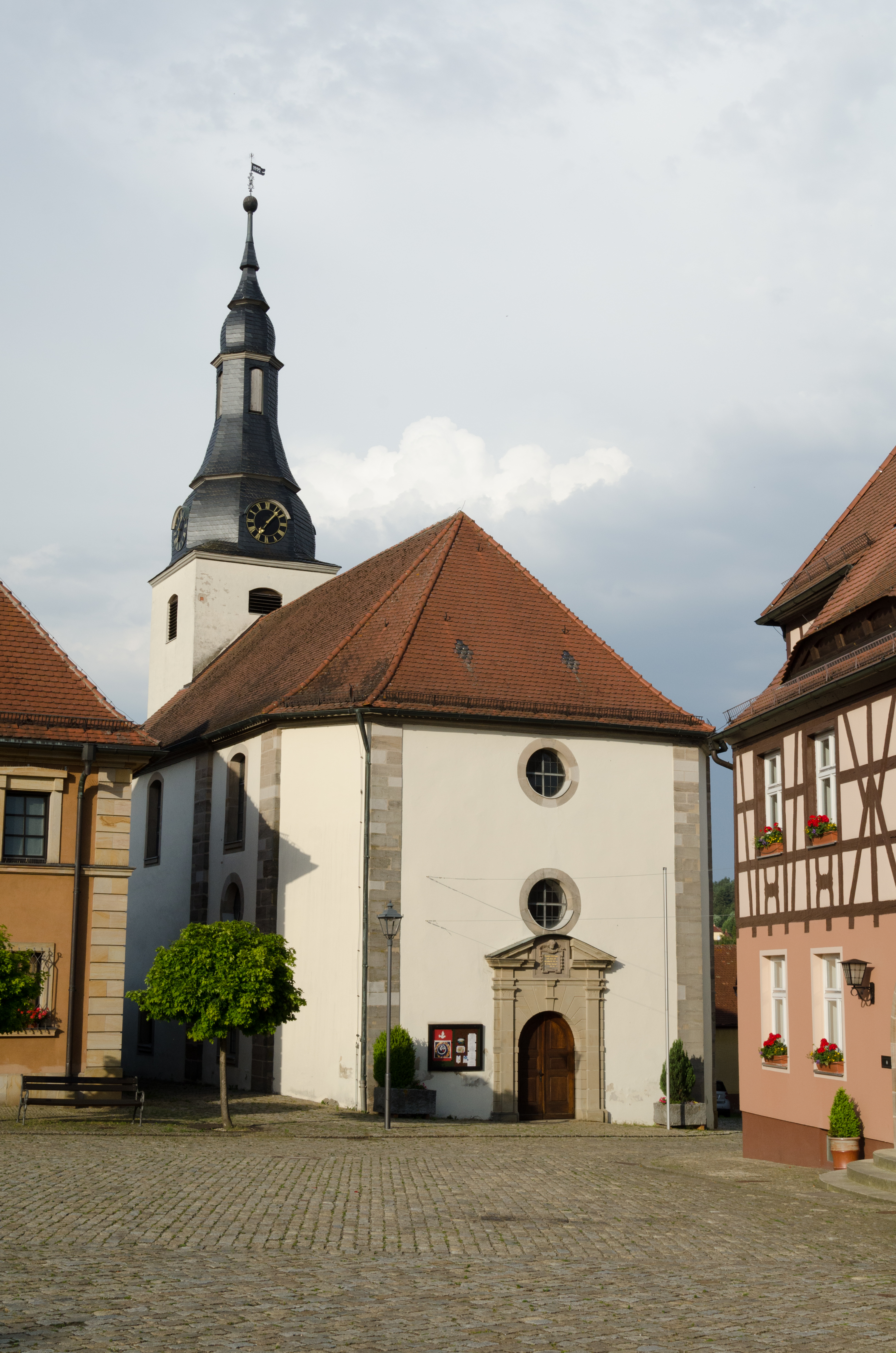
St. Thomas (Neuhof an der Zenn)

Die denkmalgeschützte, evangelische Filialkirche St. Thomas steht in Neuhof an der Zenn, einem Markt im Landkreis Neustadt an der Aisch-Bad Windsheim (Mittelfranken, Bayern). Das Bauwerk ist unter der Denkmalnummer D-5-75-152-13 als Baudenkmal in der Bayerischen Denkmalliste eingetragen. Die Pfarrei gehört zum Dekanat Neustadt an der Aisch im Kirchenkreis Nürnberg der Evangelisch-Lutherischen Kirche in Bayern.

## Geschichte und Architektur
Die Saalkirche wurde 1771 gebaut. Das Langhaus wurde neu errichtet und mit einem abgewalmten Satteldach bedeckt. Der gotische Kirchturm wurde zum Fassadenturm umgestaltet. Die Turmuhr befindet sich in der mehrfach gestuften, schiefergedeckten Welschen Haube. 
Die Empore im Westen ist doppelstöckig. Ursprünglich befanden sich zu beiden Seiten noch Patronatslogen. Der Ende des 17. Jahrhunderts gebaute Kanzelaltar wurde neu montiert.

## Orgel
Die Orgel mit 19 Registern, zwei Manualen und einem Pedal wurde 1974 von Horst Hoffmann gebaut.